# Talludden och Vallbohaga
Talludden och Vallbohaga var före 2015 en av SCB avgränsad och namnsatt småort i Nässjö kommun i Jönköpings län. Småorten upphörde 2015 när området växte samman med bebyggelsen i Nässjö.
Den omfattade bebyggelse i Talludden och Vallbohaga i Nässjö socken, strax söder om Nässjö, vid Spexhultasjöns norra strand.